# Ulrica
Ulrica ist ein weiblicher Vorname, der hauptsächlich in Schweden vorkommt. 

## Herkunft und Bedeutung des Namens
Ulrica ist die skandinavische Variante von Ulrike. Somit bedeutet er „die Erbgutreiche“, „die Heimatreiche“.

## Bekannte Namensträgerinnen
- Ulrica Arfvidsson (1734–1801), schwedische Wahrsagerin und Okkultistin
- Ulrica Hydman-Vallien (1938–2018), schwedische Künstlerin
- Ulrica Lindström (* 1979), schwedische Eishockeyspielerin
- Ulrica Persson (* 1975), schwedische Skilangläuferin